# Civaux
Civaux là một xã Pháp, tọa lạc ở tỉnh Vienne et la région Nouvelle-Aquitaine, Pháp. Xã này có diện tích 26,39 kilômét vuông, dân số năm 2006 là 933 người. Xã nằm ở khu vực có độ cao trung bình 108 m trên mực nước biển. Dân địa phương danh xưng tiếng Pháp là "Civaliens et Civaliennes" hay "Civausiens et Civausiennes".

## Biến động dân số
| Năm | 1800 | 1831 | 1851 | 1881  | 1901 | 1921 | 1946 | 1962 | 1968 | 1975 | 1982 | 1990 | 1999 | 2006 |
| --- | ---- | ---- | ---- | ----- | ---- | ---- | ---- | ---- | ---- | ---- | ---- | ---- | ---- | ---- |
| Dân số | 616  | 860  | 964  | 1 000 | 954  | 964  | 819  | 632  | 683  | 650  | 683  | 682  | 851  | 933  |
| From the year 1962 on: No double counting—residents of multiple communes (e.g. students and military personnel) are counted only once. |      |      |      |       |      |      |      |      |      |      |      |      |      |      |